# Le Châtelet
Le Châtelet ist eine französische Gemeinde mit 920 Einwohnern (Stand: 1. Januar 2022) im Département Cher in der Region Centre-Val de Loire; sie gehört zum Arrondissement Saint-Amand-Montrond und zum Kanton Châteaumeillant. Die Einwohner werden Castellois genannt.

## Geographie
Le Châtelet liegt etwa 50 Kilometer südlich von Bourges am Fluss Portefeuille und seinem Zufluss Cheminon. Umgeben wird Le Châtelet von den Nachbargemeinden Saint-Pierre-les-Bois im Norden, Ardenais im Osten, Reigny im Südosten, Saint-Maur im Süden, Saint-Jeanvrin im Südwesten, Beddes im Südwesten und Westen sowie Maisonnais im Westen und Nordwesten.
Le Châtelet liegt an der Via Lemovicensis, einem der vier historischen „Wege der Jakobspilger in Frankreich“.

## Bevölkerungsentwicklung
| Jahr                       | 1962 | 1968 | 1975 | 1982 | 1990 | 1999 | 2008 | 2019 |
| Einwohner                  | 1233 | 1226 | 1265 | 1151 | 1106 | 1104 | 1131 | 943  |
| Quellen: Cassini und INSEE |      |      |      |      |      |      |      |      |

## Sehenswürdigkeiten
- Kirche Notre-Dame von Puy-Ferrand, alte Klosterkirche, im 11./12. Jahrhundert erbaut, seit 1911 Monument historique
- Kirche Saint-Martial, 1887 bis 1889 errichtet
- Kloster Puy-Ferrand aus dem 11. Jahrhundert, 1569 teilweise abgebrannt, im 17. Jahrhundert wieder errichtet, seit 1911 Monument historique
- Reste der alten Festung aus dem 16. Jahrhundert

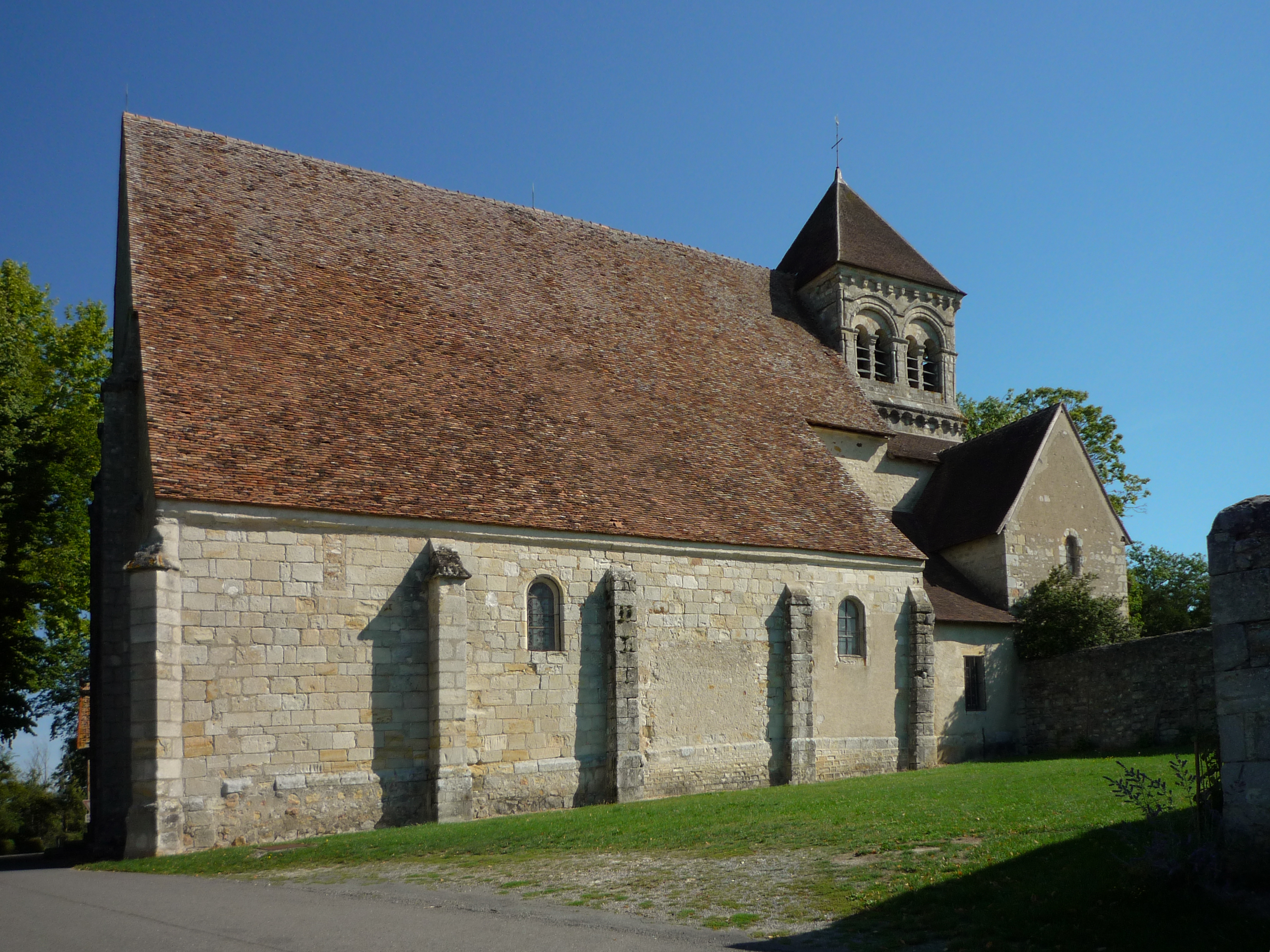
Ehemalige Klosterkirche Notre-Dame

- Herrenhaus von La Charnaye
- Töpfermuseum